# Euonyx pirloti
Euonyx pirloti är en kräftdjursart som beskrevs av John Wilson Sheard 1938. Euonyx pirloti ingår i släktet Euonyx och familjen Uristidae. Inga underarter finns listade i Catalogue of Life.